# Фиат 600
 Тази статия е за модела миниавтомобили.  За модела субкомпактни кросоувъри вижте Фиат 600 (2023).  
Фиат 600 (на италиански: Fiat 600) е малолитражен автомобил произведен от италианския производител ФИАТ.

## История
Автомобилът е изграден върху легендарния ФИАТ 500 Тополино. ФИАТ 600 е базиран върху усъвършенствана платформа на мъника. По проекта е работил италиански инженер Данте Джакоса. Моделът е представен официално на 9 март на автомобилното изложение в Женева през 1955 година.
Цената му е била 590 000 италиански лири. Можем да кажем че този автомобил завладява цяла Италия. Превръща се в основното превозно средство по онова време заедно с мотоциклетите. ФИАТ 600 е бил любимец на провинциалните жители и на хората, занимаващи се предимно със земеделие. Дизайнът на автомобила е заимстван с този на Фиат 1100.

## Технически характеристики
Автомобилът е оборудван с четирицилиндров задноразположен двигател. Максималната мощност е 22 кс при 4600 оборота за минута. Карбураторът е дело на италианската компания „Вебер“ модел – weber 22 IM. Максималната скорост на ФИАТ 600 е 95 км/ч и разходът на гориво 5,7 литра на 100 километра. Динамото на автомобила е с вход 12 Волта и мощност 180 Вата. Скоростната кутия е 4 степенна.

## Автомобили произведени по лиценз на Фиат 600
- Сеат 600 (Испания)
- ЗАЗ 965 (СССР)
- Застава (Югославия)

## Производство
От началото през 1955 до 1969 са произведени 2.695.197 екземпляра и 2 200 000(по лиценз от други производители).